# ゆうちょ杯囲碁ユース選手権
ゆうちょ杯囲碁ユース選手権～中野孝次メモリアル（ゆうちょはいいごゆーすせんしゅけん）は、日本の囲碁の七段・20歳以下の若手棋士による棋戦。2014年に創設。中野杯U20選手権の後継棋戦として、作家中野孝次の名を冠している。推薦された院生も出場する。
- 主催 日本棋院
- 特別協賛 ゆうちょ銀行
- 特別協力 朝日新聞社
- 協力 関西棋院
- 優勝賞金 100万円

## 方式
- 予選を勝抜いた16名によるトーナメント戦。第1回は3-8位までの順位決定戦も実施。
- コミは6目半。
- 持時間は1手30秒、1分の考慮時間10回。

## 成績
優勝者（左）と決勝戦
1. 2014年 余正麒 - 本木克弥
2. 2015年 許家元 - 本木克弥
3. 2016年 呉柏毅 - 芝野虎丸